# Абсолютная влажность воздуха
Абсолютная влажность воздуха (лат. absolutus — полный) — физическая величина, показывающая массу водяных паров, содержащихся в 1 м³ воздуха. Другими словами, это плотность водяного пара в воздухе. Обычно обозначается буквой {\displaystyle f}.
Согласно РМГ 75-2014 термины абсолютная влажность и парциальная плотность влаги отнесены к не рекомендуемым к применению синонимам термина массовая концентрация влаги.

## Определение
Абсолютная влажность воздуха рассчитывается по следующей формуле:
{\displaystyle f={\frac {m}{V}}={\rho }_{H_{2}O},}
где {\displaystyle m} — масса воды в объёме {\displaystyle V} влажного воздуха. Таким образом, абсолютная влажность воздуха равна плотности водяного пара.
Обычно используемая единица абсолютной влажности: {\displaystyle [f]=1} г/м³.
Абсолютная влажность воздуха зависит от температурного режима и переноса (адвекции) влаги с океаническими массами воздуха. При одной и той же температуре воздух может поглотить вполне определённое количество водяного пара и достичь состояния полного насыщения. В спокойном состоянии воздух может достичь и перенасыщения (параметр влажности становится выше 100%), но поскольку атмосфера редко когда равновесна, лишняя влага или осаждается (роса, изморозь, иней) или, реже, конвектирует в более высокие слои атмосферы, а в прогнозах погоды перенасыщение не отображается.

## Водяной пар какидеальный газ
С помощью уравнения Клапейрона — Менделеева получают соотношение, связывающее плотность и парциальное давление водяного пара:
{\displaystyle {\rho }_{H_{2}O}={\frac {M\cdot {p}_{H_{2}O}}{R\cdot T}}},
где {\displaystyle M} — молярная масса воды (18,01528 г/моль); {\displaystyle {p}_{H_{2}O}} — парциальное давление паров воды в воздухе; {\displaystyle R} — универсальная газовая постоянная (R = 8,3144598(48) Дж⁄(моль∙К)); {\displaystyle T} — температура воздуха, К.

## Переход котносительной влажности
Согласно следствию закона Бойля — Мариотта, при изотермическом процессе давление газа изменяется прямо пропорционально его плотности. Отсюда формулу для расчёта относительной влажности воздуха можно представить в следующем виде:
{\displaystyle \varphi ={\frac {{p}_{H_{2}O}}{p_{H_{2}O}^{*}}}\cdot 100\%={\frac {{\rho }_{H_{2}O}}{\rho _{H_{2}O}^{*}}}\cdot 100\%,}
откуда следует, что 
{\displaystyle f={\rho }_{H_{2}O}={\frac {\varphi \cdot {\rho }_{H_{2}O}^{*}}{100\%}},}
где 
{\displaystyle \varphi } — относительная влажность воздуха;
{\displaystyle {p}_{H_{2}O}},  {\displaystyle {p}_{H_{2}O}^{*}} — парциальное давление паров воды в исследуемом воздухе и в насыщенном паре (при одинаковой температуре);
{\displaystyle {\rho }_{H_{2}O}}, {\displaystyle {\rho }_{H_{2}O}^{*}} — плотность водяного пара в исследуемом и насыщенном воздухе соответственно. Значение последнего можно найти из психрометрических таблиц Всемирной метеорологической организации:
| Температура {\displaystyle t,{}^{\circ }C} | Плотность насыщенного водяного пара {\displaystyle {\rho }_{(H_{2}O)}^{*}}, г/м³ |
| ------------------------------------------ | -------------------------------------------------------------------------------- |
| 0,0                                        | 4,9                                                                              |
| 5,0                                        | 6,8                                                                              |
| 10,0                                       | 9,4                                                                              |
| 15,0                                       | 12,8                                                                             |
| 20,0                                       | 17,3                                                                             |
| 25,0                                       | 23,0                                                                             |
| 30,0                                       | 30,4                                                                             |
| 35,0                                       | 39,6                                                                             |
| 40,0                                       | 51,2                                                                             |
| 45,0                                       | 65,4                                                                             |
| 50,0                                       | 82,8                                                                             |
| 55,0                                       | 104,0                                                                            |
| 60,0                                       | 129,5                                                                            |
| 65,0                                       | 160,1                                                                            |
| 70,0                                       | 196,4                                                                            |
| 75,0                                       | 239,3                                                                            |
| 80,0                                       | 289,7                                                                            |
| 85,0                                       | 348,7                                                                            |
| 90,0                                       | 417,3                                                                            |
| 95,0                                       | 496,8                                                                            |
| 100,0                                      | 588,5                                                                            |